# Arkys hickmani
Espèce
Arkys hickmani est une espèce d'araignées aranéomorphes de la famille des Arkyidae.

## Distribution
Cette espèce est endémique de Tasmanie en Australie.

## Description
La carapace du mâle holotype mesure 2,6 mm de long sur 2,1 mm et l'abdomen 3,2 mm de long sur 3,0 mm et la carapace de la femelle paratype mesure 4,2 mm de long sur 3,4 mm et l'abdomen 8 mm de long sur 6,8 mm.

## Étymologie
Cette espèce est nommée en l'honneur de Vernon Victor Hickman.

## Publication originale
- Heimer, 1984 : Remarks on the spider genus Arcys Walckenaer, 1837, with description of new species (Araneae, Mimetidae). Entomologische Abhandlungen, Staatliches Museum für Tierkunde Dresden, vol. 47, p. 155-178.